# Kellgrenpriset
Kellgrenpriset är ett svenskt litteraturpris på 200 000 kronor (2014). Priset som är uppkallat efter skalden och publicisten Johan Henric Kellgren instiftades 1979 och utdelas årligen av Svenska Akademien. Det utgår ur Karin och Karl Ragnar Gierows donationsfond och utdelas "för betydelsefull gärning inom Akademiens hela verksamhetsområde utan avseende på om mottagaren är eller icke är ledamot av Akademien."

## Pristagare
- 1979 – Karl Vennberg
- 1980 – Sven Barthel
- 1981 – Tomas Tranströmer
- 1982 – Gunnel Ahlin, Lars Ahlin
- 1983 – Johannes Edfelt
- 1984 – Kerstin Ekman
- 1985 – Lars Norén
- 1986 – Lars Gyllensten
- 1987 – Ulf Linde
- 1988 – Knut Ahnlund
- 1989 – Sven Delblanc
- 1990 – P.C. Jersild
- 1991 – Birgitta Trotzig
- 1992 – Sune Örnberg
- 1993 – Torgny T:son Segerstedt
- 1994 – Johannes Edfelt
- 1995 – Inge Jonsson
- 1996 – Stig Claesson
- 1997 – Johan Asplund
- 1998 – Kjell Espmark
- 1999 – Torsten Ekbom
- 2000 – Sven Lindqvist
- 2001 – Göran Malmqvist
- 2002 – Sven-Eric Liedman
- 2003 – Thomas von Vegesack
- 2004 – Anders Bodegård
- 2005 – Yvonne Hirdman
- 2006 – Anders Piltz
- 2007 – Harry Järv
- 2008 – Ingvar Björkeson
- 2009 – Bengt Emil Johnson
- 2010 – Jan Stolpe
- 2011 – Aris Fioretos
- 2012 – Agneta Pleijel
- 2013 – Maciej Zaremba
- 2014 – Matti Klinge
- 2015 – Cecilia Lindqvist
- 2016 – Eva Österberg
- 2017 –  Johan Svedjedal[2]
- 2018 – Ulf Peter Hallberg
- 2019 – Fredric Bedoire[3]
- 2020 – Gunnar Broberg[4]
- 2021 – Suzanne Osten[5]
- 2022 – Anders Cullhed[6]
- 2023 – Svante Nordin[7]
- 2024 – Inger Johansson[8]

### Fotnoter
1. ↑  ”Kellgrenpriset”. Svenska Akademien. Arkiverad från originalet den 24 december 2013. https://web.archive.org/web/20131224114950/http://www.svenskaakademien.se/information/pressinformation/2011/kellgrenpriset. Läst 30 maj 2012.
2. ↑  Svenska Akademien (2017-12-20). ”Kellgrenpriset”. Pressmeddelande.  Läst 2018-03-03.
3. ↑  ”Kellgrenpriset | Svenska Akademien”. www.svenskaakademien.se. https://www.svenskaakademien.se/press/kellgrenpriset-13. Läst 23 december 2019.
4. ↑  ”Kellgrenpriset 2020”. Svenska Akademin. 4 december 2020. https://www.svenskaakademien.se/press/kellgrenpriset-2020. Läst 4 april 2021.
5. ↑  ”Högtidssammankomst 2021”. Svenska Akademin. 20 december 2021. https://www.svenskaakademien.se/akademien/sammankomster/hogtidssammankomsten/hogtidssammankomst-2021. Läst 21 december 2021.
6. ↑  ”Högtidssammankomst 2022”. Svenska Akademin. 20 december 2022. https://www.svenskaakademien.se/akademien/sammankomster/hogtidssammankomsten/hogtidssammankomst-2022. Läst 27 december 2022.
7. ↑  ”Högtidssammankomst 2023”. Svenska Akademin. 20 december 2023. https://www.svenskaakademien.se/svenska-akademien/sammankomster/hogtidssammankomsten/2023. Läst 30 december 2023.
8. ↑  ”Kellgrenpriset”. www.svenskaakademien.se. https://www.svenskaakademien.se/press/kellgrenpriset-2024. Läst 8 januari 2025.